# 匆促樂團
匆促樂團（英語：Rush） 是加拿大的前衛搖滾團體，主要成員為主唱兼貝斯手的蓋迪·李，吉他手艾力克斯·萊夫森以及鼓手兼填詞人尼爾·佩爾特，在1974年發行首張專輯。匆促樂團於1968年成軍，當時的鼓手是約翰·拉特西。而佩爾特則於1974年的夏天接替鼓手的工作。
匆促樂團獲頒過許多次的朱諾獎（如同加拿大的葛萊美獎）另外，萊夫森、李與佩爾特都曾獲頒加拿大勳章，樂團於1994年被引入加拿大音樂名人堂，2009年獲得SOCAN的國際成就獎，2013年被引入搖滾名人堂 。

## 歷史

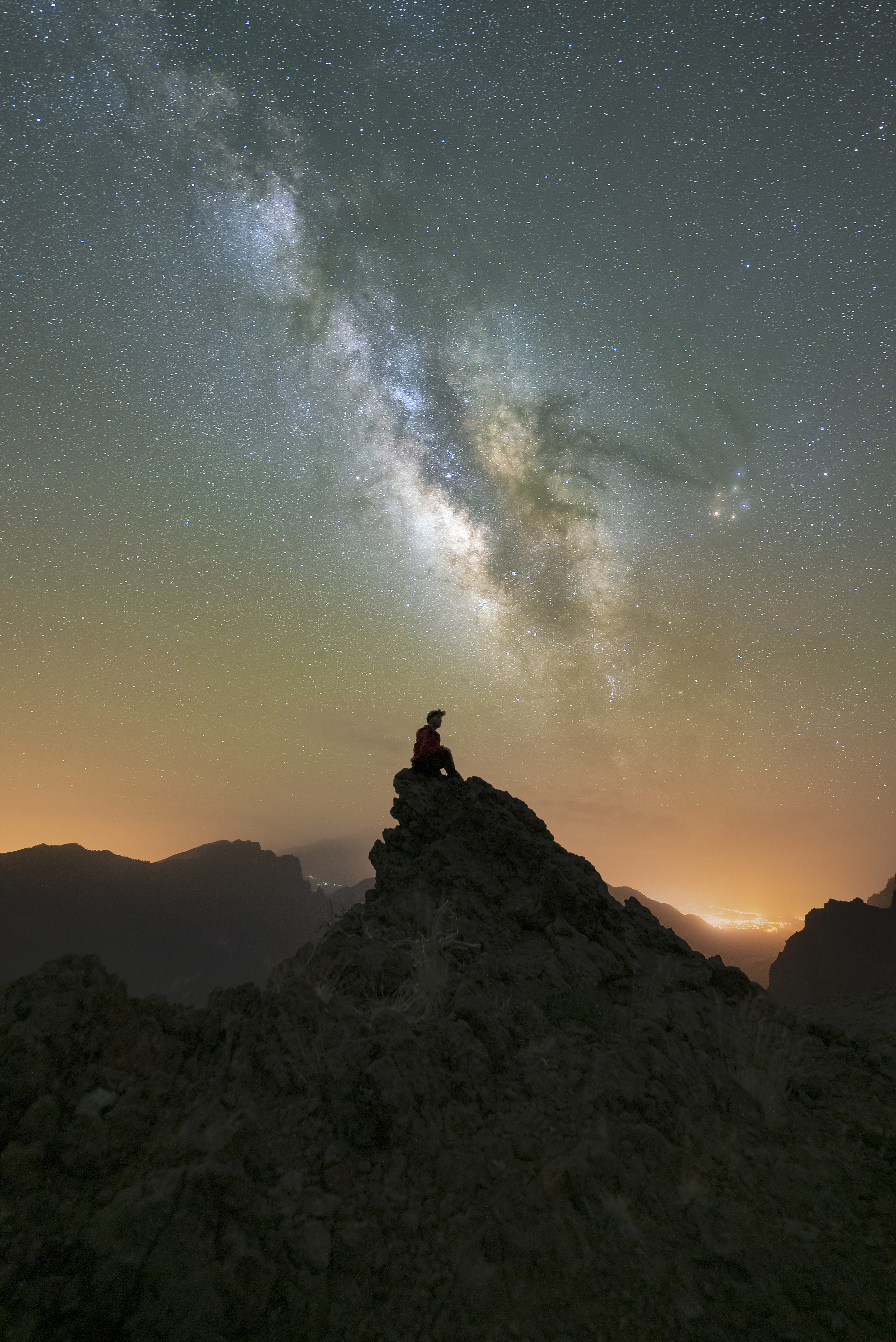
首次亮相是在1976年的2112專輯的「星人」佩爾特於1982年曾說，這男孩代表一個抽象的個人與群體的衝突象徵。身後的紅星，則是象徵群體的意志。

Rush的音樂在時間的推演下有多次的改變，早期開始是以藍調為基準的硬搖滾型態為主，受到英國的奶油樂隊、黑色安息日、齊柏林飛船樂隊和誰人樂團的影響，後來受到創世紀樂團和傑叟羅圖樂團的影響，逐漸轉向當時的流行搖滾和以科幻和哲學為主題的前衛搖滾方向邁進。他們的第一張專輯類似於英國的齊柏林飛船和誰人樂團，而接下來的幾張專輯受到當時英國前衛搖滾頗大的影響，不過仍保留了重搖滾的特質於其中。Rush 在此時代出版了許多超過10分鐘或20分鐘的歌曲，表示前衛搖滾的一種特殊。在80年代，他們也受到了新浪潮音樂、雷鬼音樂和流行音樂的影響，開始利用先進的音樂設備。由90年代開始，他們也接受到另類搖滾音樂的影響。1997年,鼓手Neil Peart的女兒因車禍喪生,1998年他的妻子因癌症過世。因爲對Peart的感情影響相當惡劣,樂團3-4年沒有什麽出品。由2001年,樂團回到錄音室開始錄Vapor Trails唱片,也開始了一個新時代。

## 出版列表
| 出版日期    | 標題                 | 公司     | 美國 Billboard 高峰 | 美國 銷售 |
| 1974 三月   | Rush                 | Mercury  | 105                 | G         |
| 1975 二月   | Fly by Night         | Mercury  | 148                 | P         |
| 1975 九月   | Caress of Steel      | Mercury  | 113                 | G         |
| 1976 二月   | 2112                 | Mercury  | 61                  | M (3)     |
| 1977 九月   | A Farewell to Kings  | Mercury  | 33                  | P         |
| 1978 十月   | Hemispheres          | Mercury  | 47                  | P         |
| 1980 一月   | Permanent Waves      | Mercury  | 4                   | P         |
| 1981 二月   | Moving Pictures      | Mercury  | 3                   | M (4)     |
| 1982 九月   | Signals              | Mercury  | 10                  | P         |
| 1984 四月   | Grace Under Pressure | Mercury  | 10                  | P         |
| 1985 十月   | Power Windows        | Mercury  | 10                  | P         |
| 1987 九月   | Hold Your Fire       | Mercury  | 13                  | G         |
| 1989 十一月 | Presto               | Atlantic | 16                  | G         |
| 1991 九月   | Roll the Bones       | Atlantic | 3                   | P         |
| 1993 十月   | Counterparts         | Atlantic | 2                   | G         |
| 1996 九月   | Test for Echo        | Atlantic | 5                   | G         |
| 2002 五月   | Vapor Trails         | Atlantic | 6                   | ~400K     |
| 2007 六月   | Snakes and Arrows    | Atlantic | 3                   | ~??       |

G = 50万, P = 100万, M=數 P. 列入, M(2) = 200万
1. ↑  . 加拿大廣播公司. April 18, 2013  [April 19, 2013]. （原始内容存档于2013-08-28）.